# Craig Roberts

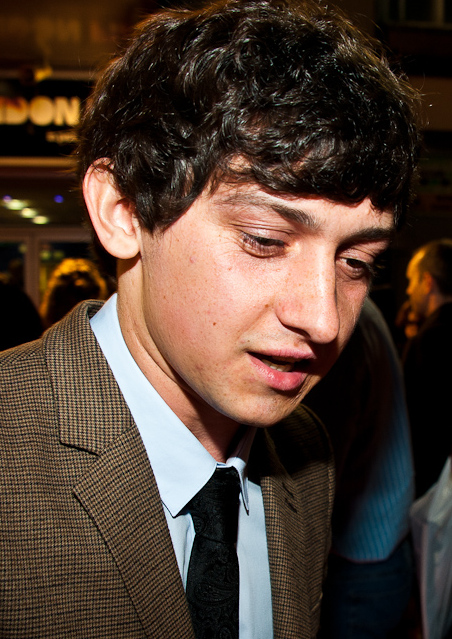
Craig Roberts (2013)

Craig Haydn Roberts (* 21. Januar 1991 in Maesycwmmer) ist ein britischer Schauspieler. Bekannt wurde Roberts durch die Rolle des Oliver Tate in Submarine, einer britischen Coming-of-Age-Dramedy.

## Leben
Roberts wurde am 21. Januar 1991 in Maesycwmmer (heute in Caerphilly County Borough) in Wales geboren und besuchte die Lewis School in Pengam (Caerphilly). Er hat eine Schwester und zwei Halbschwestern.

## Karriere
Roberts begann seine Schauspielkarriere mit Rollen in den Fernsehdramas Care (2000) und Little Pudding (2003). Danach trat er in den BBC-Serien The Story of Tracy Beaker (2005–2006) und Casualty (2005, 2008) auf und spielte den Vampirfanatiker Robin Branagh in Young Dracula (2006–2008). Zudem war er in den Fernsehfilmen Kiddo (2005) und Scratching (2006) zu sehen.
Auf der Bühne trat Roberts im Jahr 2008, mit der durch Großbritannien reisenden Y Touring Theatre Company, auf. Dort spielte er den jungen Ryan in Full Time, ein Stück das Rassismus, Sexismus und Homophobie im Fußball thematisiert; im Januar 2009 war er Drax, der Handlanger der bösen Königin, im Märchenspiel Schneewittchen in Worthing.
Im Jahr 2010 wurde Roberts durch seine Hauptrolle in der Romanverfilmung Submarine einem größeren Publikum bekannt. Die Regie führte Richard Ayoade. Seitdem war Roberts in der BBC-Three-Fernsehserie Being Human (2011, 2012) und in dem Onlineableger Becoming Human (2011) als Adam zu sehen.
Für die Band The Killers spielte er im Jahr 2012 in dem Musikvideo zu Here with Me mit. Regie führte Tim Burton und seine Schauspielkollegin war Winona Ryder. Ende 2012 begann er die Arbeit an der Comedyserie The Sheepish Approach, bei der er das Drehbuch schrieb und Regie führte.
Im Jahr 2013 spielte er neben Charlotte Ritchie und Rosamund Hanson in dem Film Jolene: The Indie Folk Star mit. Zudem war er als Dom in der siebten und letzten Staffel von Skins zu sehen. Außerdem spielte er in Manic Street Preachers’ Video zu Show Me the Wonder mit und führte bei dem Musikvideo Avocado, Baby von Los Campesinos! Regie.
Seit 2014 spielt er die Hauptrolle in der Prime-Video-Fernsehserie Red Oaks.

## Filmografie
- 2000: Care (Fernsehfilm)
- 2003: Little Pudding (Fernsehfilm)
- 2005: Kiddo (Fernsehfilm)
- 2005–2006: Tracy Beaker (The Story of Tracy Beaker, Fernsehserie, 35 Folgen)
- 2005, 2008: Casualty (Fernsehserie, 2 Folgen)
- 2006: Scratching (Kurzfilm)
- 2006–2008: Young Dracula (Fernsehserie, 27 Folgen)
- 2010: Submarine
- 2010: PhoneShop (Fernsehserie, Folge 1x06)
- 2011: Jane Eyre
- 2011: Becoming Human (Fernsehserie, 8 Folgen)
- 2011–2012: Being Human (Fernsehserie, 2 Folgen)
- 2012: Red Lights
- 2012: The First Time – Dein erstes Mal vergisst du nie! (The First Time)
- 2012: Comes a Bright Day
- 2012: The Killers: Here with Me (Kurzfilm)
- 2012: In Love With… (Fernsehserie, Folge 2x02)
- 2013: Playhouse Presents (Fernsehserie, Folge 2x07)
- 2013: Skins – Hautnah (Skins, Fernsehserie, 2 Folgen)
- 2013: The Power Inside (Kurzfilm)
- 2013: The Double
- 2014: Der Zufrühkommer (Premature)
- 2014: Bad Neighbors (Neighbors)
- 2014: Under Milk Wood (Fernsehfilm)
- 2014: Alt (Fernsehfilm)
- 2014: TEOTFW (Kurzfilm)
- 2014: 22 Jump Street
- 2014: Jolene: The Indie Folk Star Movie
- 2014: Sunday Roast (Kurzfilm)
- 2014: Once Upon a Time in London (Kurzfilm)
- 2014–2017: Red Oaks (Fernsehserie, 26 Folgen)
- 2015: Just Jim
- 2015: Hoff the Record (Fernsehserie, Folge 1x01)
- 2015: Kill Your Friends
- 2016: Umweg nach Hause (The Revised Fundamentals of Caregiving)
- 2017: Edison – Ein Leben voller Licht (The Current War)
- 2019: Tolkien
- 2019: Bittersweet Symphony
- 2019: Horrible Histories: The Movie – Rotten Romans (Horrible Histories: The Movie)
- 2019: The Return of The Yuletide Kid
- 2021: The Fantastic Flitcrofts (The Phantom of the Open; Regie)